# Acraea brahmsi
Acraea brahmsi är en fjärilsart som beskrevs av Suffert 1904. Acraea brahmsi ingår i släktet Acraea och familjen praktfjärilar. Inga underarter finns listade i Catalogue of Life.